# Guerre anglo-espagnole (1654-1660)
Pour les articles homonymes, voir Guerre anglo-espagnole.
Batailles
bataille de Santa Cruz de Tenerife, bataille des Dunes,
La guerre anglo-espagnole de 1654-1660 est une guerre entre le Commonwealth de l'Angleterre, sous le Protectorate d'Oliver Cromwell, et l'Espagne. Elle avait pour cause leur rivalité commerciale.
Bien que les Britanniques conduisent à bien l'invasion de la Jamaïque en mai 1655, il n'arrivent pas à atteindre leur objectif de conquérir l'île d'Hispaniola.
Lors de ce conflit, la marine anglaise remporte deux victoires contre des convois espagnols, la première lors de la bataille de Cadix le 9 septembre 1656, la seconde devant Santa Cruz de Tenerife, le 20 avril 1657.
La bataille des Dunes fait partie de cette guerre de même que de celle de la guerre franco-espagnole, l'Angleterre et la France étant alliées depuis le traité de Paris. La New Model Army s'est particulièrement distinguée lors de cette bataille.